# Autonome Li en Miao Prefectuur Qiongzhong
Qiongzhong is een autonome prefectuur in de zuidelijke provincie Hainan, Volksrepubliek China.